# 1998-as labdarúgó-világbajnokság-selejtező (UEFA – pótselejtezők)
Az 1998-as labdarúgó-világbajnokság európai pótselejtezőit 1997. október 29-én és november 15-én játszották. Egy oda-visszavágós rájátszás volt, azzal a céllal, hogy eldöntsék melyik négy európai (pontosabban UEFA-tag) labdarúgó-válogatott szerezze meg a fennmaradó helyeket az 1998-as világbajnokságra.
A rájátszást a FIFA standard összesített pontszámítási módszerével döntötték el, idegenben szerzett gólokkal és szükség esetén hosszabbítással, a visszavágó végén pedig tizenegyesrúgás lehetőségével.

## Sorsolás
A selejtezősorozat végén a csoportgyőztesek automatikusan kijutottak a világbajnokságra, akárcsak a legtöbb pontot szerző második helyezett csapat. A maradék nyolc együttes pótselejtezőt játszott a négy világbajnoki helyért. Mivel egyes csoportokban hat, másokban öt csapat volt, az ötödik és hatodik helyezett elleni mérkőzéseket nem vették figyelembe a rangsorolás során, annak ellenére, hogy elegendő lett volna csak a hatodik helyezett csapatok elleni eredményeket figyelmen kívül hagyni. 
A pótselejtezők sorsolását 1997. október 13-án tartották a FIFA zürichi székházában. A nyolc válogatottat négy párba sorsolták és a mérkőzéseket oda-visszavágós rendszerben játszották le (az először kihúzott csapat kezdett hazai pályán). 
| Hely. | Cs | Csapat       | M | Gy | D | V | G+ | G– | Gk | P  | Továbbjutás                          |
| ----- | -- | ------------ | - | -- | - | - | -- | -- | -- | -- | ------------------------------------ |
| 1.    | 4  | Skócia       | 6 | 4  | 1 | 1 | 8  | 2  | +6 | 13 | Kijutott az 1998-as világbajnokságra |
| 2.    | 2  | Olaszország  | 6 | 3  | 3 | 0 | 5  | 0  | +5 | 12 | Továbbjutott a második fordulóba     |
| 3.    | 7  | Belgium      | 6 | 4  | 0 | 2 | 11 | 11 | 0  | 12 | Továbbjutott a második fordulóba     |
| 4.    | 5  | Oroszország  | 6 | 3  | 2 | 1 | 12 | 5  | +7 | 11 | Továbbjutott a második fordulóba     |
| 5.    | 1  | Horvátország | 6 | 3  | 2 | 1 | 11 | 8  | +3 | 11 | Továbbjutott a második fordulóba     |
| 6.    | 6  | Jugoszlávia  | 6 | 3  | 2 | 1 | 7  | 5  | +2 | 11 | Továbbjutott a második fordulóba     |
| 7.    | 8  | Írország     | 6 | 2  | 2 | 2 | 8  | 6  | +2 | 8  | Továbbjutott a második fordulóba     |
| 8.    | 9  | Ukrajna      | 6 | 2  | 2 | 2 | 5  | 5  | 0  | 8  | Továbbjutott a második fordulóba     |
| 9.    | 3  | Magyarország | 6 | 1  | 3 | 2 | 4  | 7  | −3 | 6  | Továbbjutott a második fordulóba     |

## Mérkőzések
| 1. csapat    | Össz.Tooltip Aggregate score | 2. csapat   | 1. mérk. | 2. mérk. |
| ------------ | ---------------------------- | ----------- | -------- | -------- |
| Horvátország | 3–1                          | Ukrajna     | 2–0      | 1–1      |
| Oroszország  | 1–2                          | Olaszország | 1–1      | 0–1      |
| Írország     | 2–3                          | Belgium     | 1–1      | 1–2      |
| Magyarország | 1–12                         | Jugoszláia  | 1–7      | 0–5      |

| 1997. október 29. 18:00 UTC+1 |

| Horvátország          | 2–0         | Ukrajna |
| --------------------- | ----------- | ------- |
| Bilić 11' Vlaović 49' | Jegyzőkönyv |         |

| Maksimir Stadion, Zágráb Nézőszám: 28,000 Játékvezető: Alain Sars (francia) |

| 1997. november 15. 19:00 UTC+2 |

| Ukrajna      | 1–1         | Horvátország |
| ------------ | ----------- | ------------ |
| Sevcsenko 5' | Jegyzőkönyv | Bokšić 27'   |

| Olimpiai Stadion, Kijev Nézőszám: 77,500 Játékvezető: Rune Pedersen (norvég) |

Horvátország jutott tovább 3–1-es összesítésben.
| 1997. október 29. 20:30 UTC+3 |

| Oroszország          | 1–1         | Olaszország |
| -------------------- | ----------- | ----------- |
| Cannavaro 52' (o.g.) | Jegyzőkönyv | Vieri 49'   |

| Gyinamo stadion, Moszkva Nézőszám: 15,000 Játékvezető: Peter Mikkelsen (dán) |

| 1997. november 15. 20:45 UTC+1 |

| Olaszország   | 1–0         | Oroszország |
| ------------- | ----------- | ----------- |
| Casiraghi 53' | Jegyzőkönyv |             |

| Stadio San Paolo, Nápoly Nézőszám: 69,207 Játékvezető: Serge Muhmenthaler (svájci) |

Olaszország jutott tovább 2–1-es összesítésben.
| 1997. október 29. 20:00 UTC+1 |

| Magyarország | 1–7         | Jugoszlávia                                                           |
| ------------ | ----------- | --------------------------------------------------------------------- |
| Illés 88'    | Jegyzőkönyv | Brnović 2' Đukić 6' Savićević 10' Mijatović 26' 41' 51' Milošević 63' |

| Üllői út, Budapest Nézőszám: 13,175 Játékvezető: Vítor Melo Pereira (portugál) |

| 1997. november 15. 17:00 UTC+1 |

| Jugoszlávia                                        | 5–0         | Magyarország |
| -------------------------------------------------- | ----------- | ------------ |
| Milošević 18' Mijatović 44' 45' (11-esből) 71' 88' | Jegyzőkönyv |              |

| Crvena Zvezda Stadion, Belgrád Nézőszám: 48,498 Játékvezető: Metin Tokat (török) |

Jugoszlávia jutott tovább 12–1-es összesítésben.
| 1997. október 29. 19:30 UTC±0 |

| Írország | 1–1         | Belgium   |
| -------- | ----------- | --------- |
| Irwin 7' | Jegyzőkönyv | Nilis 29' |

| Lansdowne Road, Dublin Nézőszám: 32,305 Játékvezető: Vágner László (magyar) |

| 1997. november 15. 20:00 UTC+1 |

| Belgium                | 2–1         | Írország     |
| ---------------------- | ----------- | ------------ |
| Oliveira 25' Nilis 70' | Jegyzőkönyv | Houghton 58' |

| Baldvin király Stadion, Brüsszel Nézőszám: 35,320 Játékvezető: Günter Benkö (osztrák) |

Belgium jutott tovább 3–2-es összesítésben.